# KF Ballkani
Der KF Ballkani (albanisch Klubi Futbollistik Ballkani Therandë) ist ein kosovarischer Fußballverein aus Suhareka. Der Verein spielt aktuell in der kosovarischen Superliga und ist deren Titelverteidiger.

## Geschichte
Der KF Ballkani wurde im Jahr 1947 als KF Rinia Suharekë („FC Jugend Suhareka“) gegründet. 1965 wurde der Verein in KF Ballkani umbenannt, nachdem die lokale Chemieindustrie die Eigentümerschaft übernommen hatte. Im Jahr 1973 schaffte KF Ballkani es zum ersten Mal in die Liga e Parë, jedoch stieg sie schon nach einer Saison in dieser Liga wieder in die Liga e Dytë ab. 1977 stiegen sie wieder in die höchste kosovarische Liga auf und verblieben dort, bis sie Ende der 1990er Jahre die Liga zugunsten einer neugegründeten, vom jugoslawischen Fußballverband nicht anerkannten Liga verließen.
Danach spielte der Verein ab dem Jahr 2000 in der zweithöchsten Liga des Kosovo, der Liga e Parë, konnte sich jedoch für 2010 einen Platz in der Raiffeisen Superliga sichern. Anschließend rutschte man allerdings bis in die drittklassige Liga e Dytë ab, stieg jedoch nach nur einem Jahr in der Saison 2012/13 wieder in die zweite Liga und nach der Saison 2017/18 sogar erneut in die erstklassige IPKO Superliga auf.
In der Saison 2021/22 gewann der Verein die erste Meisterschaft seit seiner Vereinsgründung. Der Verein konnte sich danach als erstes kosovarisches Team überhaupt für die Gruppenphase eines europäischen Wettbewerbs qualifizieren, die UEFA Europa Conference League. In der darauffolgenden Saison sicherte sich der KF Ballkani den zweiten Meistertitel in Folge. In der Saison 2023/24 konnte man erstmals in der Vereinsgeschichte ein Spiel in der UEFA-Champions-League-Qualifikation gewinnen, im Ausweichstadion in Pristina wurde völlig überraschend das hochfavorisierte, bulgarische Team Ludogorez Rasgrad 2:0 geschlagen. Das Rückspiel verlor Ballkani jedoch 0:4. In der UEFA-Conference-League-Qualifikation konnte man in zwei Runden den nordirischen Meister Larne FC und den Meister aus Gibraltar, Lincoln Red Imps, besiegen. In den Play-offs bezwang man den belarussischen Verein BATE Borisov insgesamt mit 4:2 und qualifizierte sich zum zweiten Mal in Folge für die UEFA Conference League. Die Saison 2023/24 beendete Ballkani mit dem dritten Meistertitel in Folge und ist damit das erste Team seit der Eigenständigkeit des Kosovo 2008, das den Meistertitel dreimal in Serie gewinnen konnte.

## Fans
Xhebraila ist der offizielle Fanclub des Vereins. Als solcher wurde er 1992 gegründet, zuvor wurde der Fanclub als eigener Fußballverein gegründet.

## Stadion
Der Verein bestreitet seine Heimspiele im Stadiumi i Qytetit e Therandës mit Kunstrasenplatz, welches 3000 Zuschauer fasst und nicht den Anforderungen der UEFA entspricht. Für Europapokalspiele muss man ins Fadil-Vokrri-Stadion in die Hauptstadt Pristina ausweichen. 
Es ist der Bau eines neuen Stadions mit 6518 Sitzplätzen geplant. Die Stadt Suhareka gab im Oktober 2024 ihre Zustimmung. Die Gemeindeversammlung hat dem FC Ballkani ein 13 ha großes Grundstück für das Projekt zugeteilt. Es wurden Pläne präsentiert und das Projekt soll 2025 beginnen. Der Neubau soll der UEFA-Stadionkategorie 2 entsprechen.

## Erfolge
- Kosovarische Meisterschaft
  - Meister (3): 2022, 2023, 2024
- Kupa e Kosovës (Kosovarischer Pokal)
  - Sieger: 2024
  - Finalist: 2020

## Europapokalbilanz
| Saison  | Wettbewerb                    | Runde                  | Gegner              | Gesamt          | Hin     | Rück          |
| ------- | ----------------------------- | ---------------------- | ------------------- | --------------- | ------- | ------------- |
| 2022/23 | UEFA Champions League         | 1. Qualifikationsrunde | FK Žalgiris Vilnius | 1:2             | 1:1 (H) | 0:1 n. V. (A) |
| 2022/23 | UEFA Europa Conference League | 2. Qualifikationsrunde | SP La Fiorita       | 10:0            | 4:0 (A) | 6:0 (H)       |
| 2022/23 | UEFA Europa Conference League | 3. Qualifikationsrunde | KÍ Klaksvík         | 4:4 (4:3 i. E.) | 3:2 (H) | 1:2 n. V. (A) |
| 2022/23 | UEFA Europa Conference League | Play-offs              | KF Shkupi           | 3:1             | 2:1 (A) | 1:0 (H)       |
| 2022/23 | UEFA Europa Conference League | Gruppenphase           | CFR Cluj            | 1:2             | 1:1 (H) | 0:1 (A)       |
| 2022/23 | UEFA Europa Conference League | Gruppenphase           | Slavia Prag         | 2:4             | 2:3 (A) | 0:1 (H)       |
| 2022/23 | UEFA Europa Conference League | Gruppenphase           | Sivasspor           | 5:5             | 4:3 (A) | 1:2 (H)       |
| 2023/24 | UEFA Champions League         | 1. Qualifikationsrunde | Ludogorez Rasgrad   | 2:4             | 2:0 (H) | 0:4 (A)       |
| 2023/24 | UEFA Europa Conference League | 2. Qualifikationsrunde | Larne FC            | 7:1             | 3:0 (H) | 4:1 (A)       |
| 2023/24 | UEFA Europa Conference League | 3. Qualifikationsrunde | Lincoln Red Imps FC | 5:1             | 2:0 (H) | 3:1 (A)       |
| 2023/24 | UEFA Europa Conference League | Play-offs              | BATE Baryssau       | 4:2             | 4:1 (H) | 0:1 (A)       |
| 2023/24 | UEFA Europa Conference League | Gruppenphase           | Viktoria Pilsen     | 0:2             | 0:1 (A) | 0:1 (H)       |
| 2023/24 | UEFA Europa Conference League | Gruppenphase           | Dinamo Zagreb       | 2:3             | 2:0 (H) | 0:3 (A)       |
| 2023/24 | UEFA Europa Conference League | Gruppenphase           | FK Astana           | 1:2             | 1:2 (H) | 0:0 (A)       |
| 2024/25 | UEFA Champions League         | 1. Qualifikationsrunde | UE Santa Coloma     | 3:3 (5:6 i. E.) | 2:1 (A) | 1:2 n. V. (H) |
| 2024/25 | UEFA Conference League        | 2. Qualifikationsrunde | Ħamrun Spartans     | 2:0             | 0:0 (H) | 2:0 (A)       |
| 2024/25 | UEFA Conference League        | 3. Qualifikationsrunde | Larne FC            | 1:1 (1:4 i. E.) | 0:1 (H) | 1:0 n. V. (A) |
| 2025/26 | UEFA Conference League        | 2. Qualifikationsrunde | FC Floriana         | 5:3             | 4:2 (H) | 1:1 (A)       |
| 2025/26 | UEFA Conference League        | 3. Qualifikationsrunde | Shamrock Rovers     | 1:4             | 1:0 (H) | 0:4 (A)       |

Gesamtbilanz: 38 Spiele, 18 Siege, 5 Unentschieden, 15 Niederlagen, 59:44 Tore (Tordifferenz +15)

## Bekannte Personen
- Almir Ajzeraj
- Blendi Baftiu
- Albin Berisha
- Armin Bošnjak
- Mirlind Daku
- Arbër Hoxha
- Vesel Limaj
- Esat Mala
- Bajram Nebihi
- Albion Rrahmani
- Lorenc Trashi